# 荆茂
荆茂（1447年—1517年），字庭春，湖廣永州府宁远卫军籍（宁远县桐山乡跳墩石）山西临汾县人，明朝政治人物、进士出身。

## 生平
成化十四年（1478年），登戊戌科进士，三月改翰林院庶吉士，十六年十二月授任河南道监察御史，在任期间，言事不避权势，激扬有声。二十年巡按廣西，二十二年巡按浙江。弘治元年（1488年）五月升雲南副使，九年二月升任浙江按察使。丁憂服闋，十七年正月復除福建按察使，十八年正月考察去職。正德三年（1508年）因得罪刘瑾，罚米五百石。

## 家族
曾祖荆正。祖父荆德廣。父荆源。母翟氏。具庆下。弟芳、菖、薏。娶趙氏。